# Ђунија
Ђунија је назив за зидарски висак који су користили мајстори Осаћани, из области Осат у Босни, у средњем Подрињу, у завијутку реке Дрине, у јужном делу општине Братунац и западном делу општине Сребреница.

## Намена
Ђунија је мајсторима зидарима и дрводељама, Осаћанима означавала алатку која им је служила за одређивање вертикалности зидова, односно „дотеривање зидова на ђунију”, односно „зидова под конац”.

## Порекло назива
Како је то наведено у Рјечнику Југословенске академије: 
Ђунија је алат дрводеља и зидара, као плоснати дрвени или метални кут, тур. gũnia од грчког gоnia.

Према томе ову по пореклу грчку реч — gоnia, Срби су преузели из Турског језика — од речи gũnia како је то у великом турском речнику навео Шамсудин Сами, којом је означаван: 
Угломер, дрвена или гвоздена справа за проверавање да ли две праве заклапају прави угао, за поравнавање правца зидова, или дотеравање зидова на ђунију.
Вуково тумачење речи ђунија

Вук Караџић у свом речнику реч ђўнија овако објашњава:
Дотјерати (што) на своју ђўнију, тј. по својој вољи.